# Żejtun
Żejtun (officiële naam Iż-Żejtun; ook wel bekend als Città Beland, Casal Santa Catarina, Casal Bisbut of Bisqallin) is een plaats en tevens gemeente in het zuiden van het eiland Malta. Het inwoneraantal bedraagt 11.425 (november 2005).
Żejtun is in het bezit van stadsrechten middels de titel Città Beland, die in 1797 aan de stad is gegeven door Grootmeester Ferdinand von Hompesch zu Bolheim. De meest gangbare plaatsnaam Żejtun is afkomstig van het Arabische az-zaytun [الزيتون], wat de olijf betekent.
De jaarlijkse festa van Żejtun vindt plaats in de derde week van juni. Men viert dit dorpsfeest ter ere van Sint Catharina, de beschermheilige van de stad, hoewel de eigenlijke feestdag van deze heilige gvierd wordt op 25 november.
Tot halverwege de jaren 70 werd een tweede festa georganiseerd ter ere van Maria.

## Geboren
- George Vella (1932), president van Malta (2019-heden)
- Aidan Cassar (1999), zanger

## Galerij

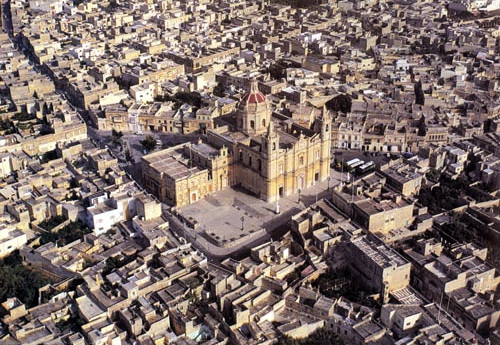
Luchtfoto van Żejtun
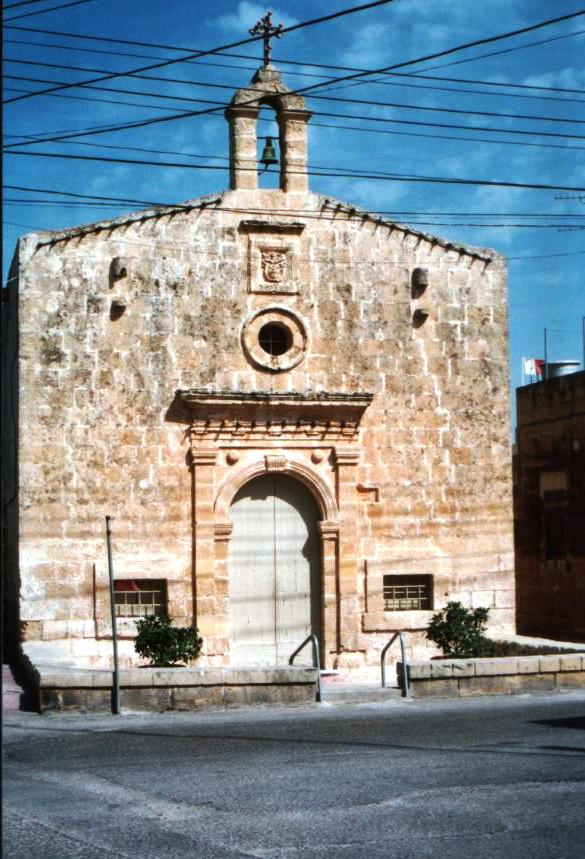
Kapel van St. Clement